# Акбиик (пещера)
Акбиик (каз. Ақбиік) — пещера в Тюлькубасском районе Туркестанской области Казахстана. Протяженность достигает 300 метров и имеет малый зал и большой.
Пещера имеет представление закрытой горизонтально-лабиринтной полости, вскрытой при проведении горнопроходческих работ в середине 1950-х.
Есть минеральные наросты — сталактиты. Обнаружены минералы: осадочная порода бурого железняка и полиморф карбоната кальция.
В 1970-х годах первыми кто посетил пещеру, были спелеологи из Алматы. Из-за легкой доступности пещеры (расположена неподалёку от села Акбиик (до 1993 г. — Куйбышево), административного центра Акбийкского сельского округа) и вандализма со стороны местных жителей пещера начинает разрушаться.
На 2022 год не охраняется.